# La Mujer Roja
«La Mujer Roja» es el primer episodio de la sexta temporada de la serie de televisión de fantasía medieval Game of Thrones, de la cadena HBO. Los creadores de la serie David Benioff y D. B. Weiss escribieron el episodio y Jeremy Podeswa lo dirigió.

## Argumento

### En el Norte
En Invernalia, Ramsay Bolton (Iwan Rheon) lamenta la muerte de Myranda (Charlotte Hope), pero ordena que su cadáver sea entregado a los perros como alimento. Lord Roose Bolton (Michael McElhatton) advierte a su hijo que, a pesar de su victoria sobre Stannis Baratheon, se han rebelado contra los Lannister por el matrimonio de Ramsay con Sansa Stark (Sophie Turner), por lo que hay que asegurar la lealtad de los señores norteños. Roose culpa a Ramsay de perder a Sansa, quien, como hija de Lord Eddard Stark, podría haber sido la llave del Norte. Es por ello que Roose amenaza con desheredar a Ramsay si no puede recuperar a su esposa. Mientras tanto, Sansa y Theon (Alfie Allen) huyen por los bosques tras su fuga de Invernalia. Al verse acorralados por un grupo de soldados de los Bolton, son rescatados por Brienne Tarth (Gwendoline Christie) y Podrick (Daniel Portman), quienes atacan y matan a los rastreadores. Theon mata a uno de los soldados, salvando la vida de Pod. Brienne ofrece de nuevo sus servicios mediante juramento, a lo que Sansa acepta.

### En Desembarco del Rey
Ser Jaime Lannister (Nikolaj Coster-Waldau) llega a Desembarco del Rey con el cuerpo de Myrcella (Nell Tiger Free), mientras su hermana Cersei (Lena Headey) acude a recibirlos. Ella le relata la profecía que una bruja le recitó cuando era niña, recordando que todos sus hijos morirían y se quedaría sin nada. Los dos reconocen que se necesitan mutuamente, y Jamie promete venganza contra todos los que les han hecho daño. En las celdas, Margaery (Natalie Dormer), que se encuentra todavía prisionera, conversa con el Gorrión Supremo (Jonathan Pryce), pero éste se niega a darle información sobre su hermano Loras. Mientras tanto, el hijo de Doran Martell, Trystane (Toby Sebastian), es asesinado a bordo del navío de Jaime, por Obara (Keisha Castle-Hughes) y Nymeria (Jessica Henwick), dos de las Serpientes de Arena.

### En Dorne
El príncipe Doran Martell (Alexander Siddig) recibe la noticia de la muerte de Myrcella, y en ese momento tanto él como Areo Hotah (Deobia Oparei) son asesinados por Ellaria (Indira Varma) y Tyene (Rosabell Laurenti Sellers). Los guardias del palacio contemplan la escena sin reaccionar, ya que estaban hastiados del gobierno de Doran en Dorne.

### En Meereen
Tyrion Lannister (Peter Dinklage) y Varys (Conleth Hill) caminan por las calles de Meereen, las cuales se encuentran desoladas debido a la ausencia de Daenerys y el miedo generado por los Hijos de la Arpía. Tyrion observa que los enemigos de Daenerys se multiplican, incluyendo a los antiguos Amos y a los libertos. Acto seguido, descubren que alguien ha prendido fuego a todos los buques del puerto de Meereen. A cierta distancia, en las llanuras, Daario Naharis (Michiel Huisman) y Jorah Mormont (Iain Glen) siguen rastreando a Daenerys (Emilia Clarke), hallando su anillo en medio de miles de huellas de cascos. La psoriagrís de Jorah empeora, pero decide seguir manteniéndola en secreto. Muchas millas más adelante, Daenerys es llevada ante Khal Moro (Joe Naufahu). Moro desea inicialmente yacer con ella, pero la trata con respeto tras enterarse de que Daenerys es la viuda de Khal Drogo. Sin embargo, Moro se niega a dejarla marchar, alegando que Daenerys debe dririgirse al Dosh khaleen, en Vaes Dothrak.

### En Braavos
Arya Stark (Maisie Williams), ahora ciega, se encuentra mendigando en las calles de Braavos. La Niña Abandonada (Faye Marsay) aparece de repente y obliga a Arya a batirse en duelo con bastones de madera. Arya falla debido a su ceguera, y la Niña Abandonada, tras propinarle una paliza, le dice que volverá al día siguiente.

### En el Muro
Tras el asesinato del Lord Comandante de la Guardia de la Noche Jon Nieve (Kit Harington), Fantasma comienza a aullar, atrayendo la atención de Davos Seaworth (Liam Cunningham), Edd (Ben Crompton) y algunos hermanos negros más. Tras llevar el cuerpo de Jon adentro, aparece Melisandre (Carice van Houten) asegurando que había visto en las llamas a Jon peleando en Invernalia. Los leales a Jon temen a los amotinados y se encierran en una recámara, con la excepción de Edd, quien parte a buscar la ayuda de los salvajes. Los amotinados, encabezados por Ser Alliser Thorne (Owen Teale), amenazan con echar las puertas abajo y atacar si los leales a Jon no deponen las armas antes del ocaso. En otra habitación, una apesadumbrada Melisandre se encuentra sentada frente al fuego, disponiéndose a dormir. Se levanta hacia una mesa y, al verse en un espejo, se desnuda y se quita su collar con su característico rubí, momento tras el cual se revela su verdadera apariencia de anciana, con la piel flácida y jirones de cabello cano donde antes estaba su cabellera pelirroja. Se observa a sí misma en el espejo y se mete en la cama.

## Producción

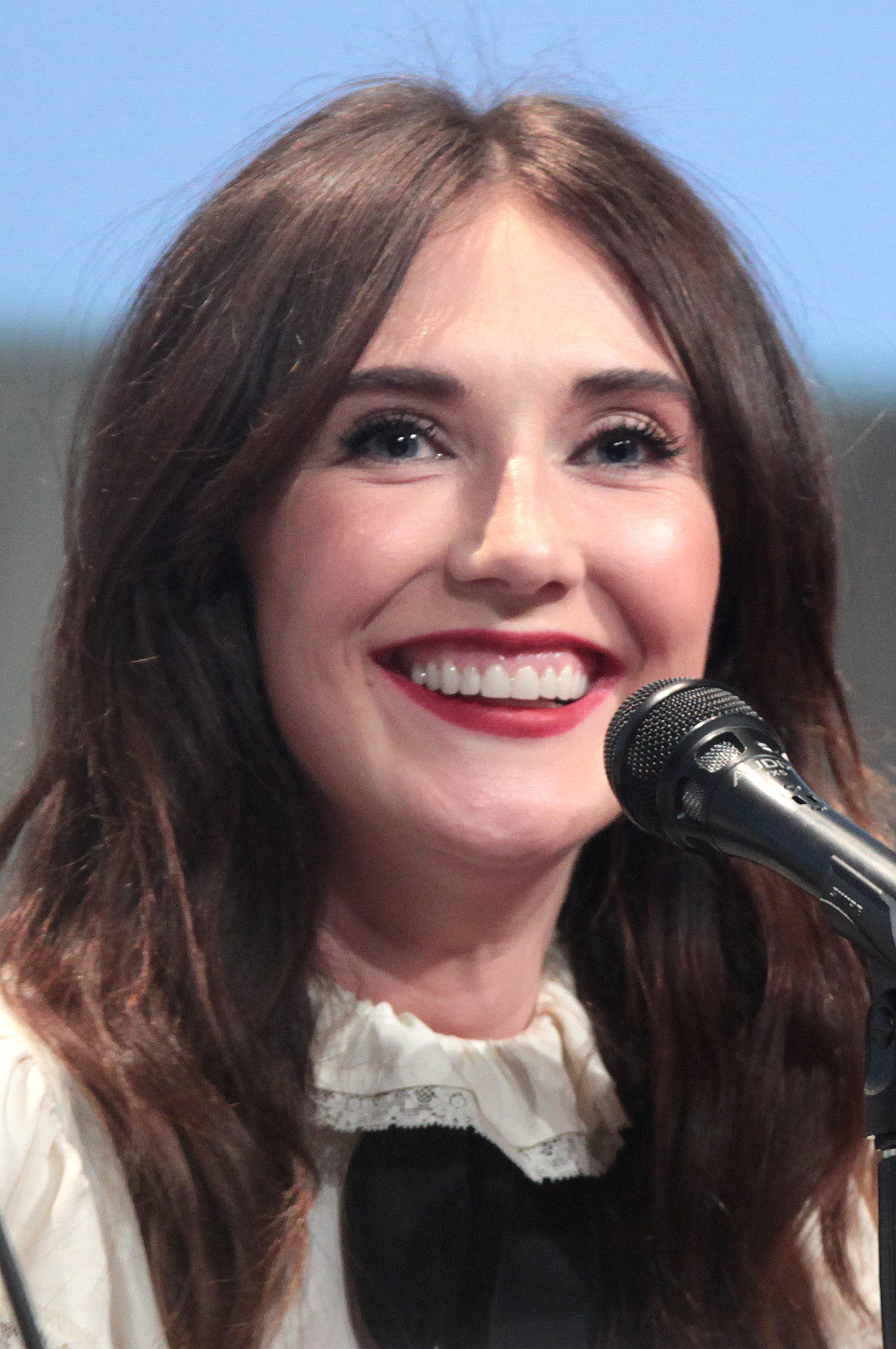
Carice van Houten.

El episodio fue escrito por los creadores de la serie David Benioff y DB Weiss. Algunos elementos del episodio se basan en la sexta novela de la serie Canción de hielo y fuego llamada Vientos de invierno de George R. R. Martin que esperaba haber completado antes de que comenzara la sexta temporada. También contiene elementos de los capítulos "El sacrificio" y "La niña ciega" del quinto libro llamado Danza de Dragones. Con este episodio, Jonathan Pryce (El Gorrión Supremo) es promovido al personaje principal. El episodio tiene la introducción del nuevos miembros de reparto recurrente como Joe Naufahu que interpreta a Khal Moro.  Había mucha especulación antes de estreno de episodio con respecto a Jon Snow ya que los aficionados especularon que Melisandre sería el que traería de vuelta a Jon Snow a la vida ya que el título de mujer roja fue informado antes de su estreno.
Para la revelación de cierre de Melisandre, el director del episodio afirmó que se utilizó una técnica similar con un doble cuerpo de Cersei Lannister en el episodio "Misericordia", con Carice van Houten usando maquillaje protésico para el rostro que luego se trasladó al cuerpo real de una anciana. Esta información de que Melisandre tenía cientos de años fue revelado por George R. R. Martin a los creadores de la serie David Benioff y DB Weiss. Según David Benioff: "Ha habido algunas pistas antes sobre el hecho de que Melisandre es mayor de lo que parece. Y en conversaciones anteriores con George R. R. Martin sobre ella se suponía que tenia cientos de años, así que siempre quisimos mostrar su verdadera edad en el momento adecuado. Y para nosotros, fue este. Tiene que enfrentarse a la realidad de su situación, su apariencia es una mentira, al igual que promesas y mensajes del Señor de la Luz. Pero al final del episodio se encuentra en un momento donde realmente necesita verse a sí misma y darse cuenta de dónde se encuentra ahora mismo. Y vemos a la verdadera Melisandre, que es muy débil y mayor, pero a la que puedes seguir viendo ahí dentro"

## Recepción

### Audiencia
Concretamente, el primer episodio de la sexta temporada alcanzó la cifra de 7,94 millones de espectadores, lo que le sitúa en el tercer lugar en el histórico de los capítulos más vistos la serie. El récord lo ostenta el 5×10, final de la quinta temporada (8,11 millones), que arrebató el título al capítulo más visto en la historia de la HBO (y de la serie) al primer episodio de la quinta temporada (8 millones).

### Crítica
El episodio recibió críticas positivas que encontraron el episodio como un punto de lanzamiento satisfactorio para la temporada. El episodio fue elogiado por su humor, la reunión de Brienne con Sansa y Theon, y la revelación con respecto a la verdadera edad de Melisandre. Rotten Tomatoes reunieron 38 revisiones y calcularon un porcentaje del aprobación del 89 % con una calificación media de 7,6 / 10. Aunque el argumento de Dorne fue criticado una vez más por sentirse demasiado abrupto y desviándose mucho de los libros.